# Habrocestoides
Habrocestoides is een geslacht van spinnen uit de familie springspinnen (Salticidae). 

## Soorten
De volgende soorten zijn bij het geslacht ingedeeld:
- Habrocestoides bengalensis Prószyński, 1992
- Habrocestoides darjeelingus Logunov, 1999
- Habrocestoides indicus Prószyński, 1992
- Habrocestoides micans Logunov, 1999
- Habrocestoides nitidus Logunov, 1999
- Habrocestoides phulchokiensis Logunov, 1999